# Grabie (województwo kujawsko-pomorskie)

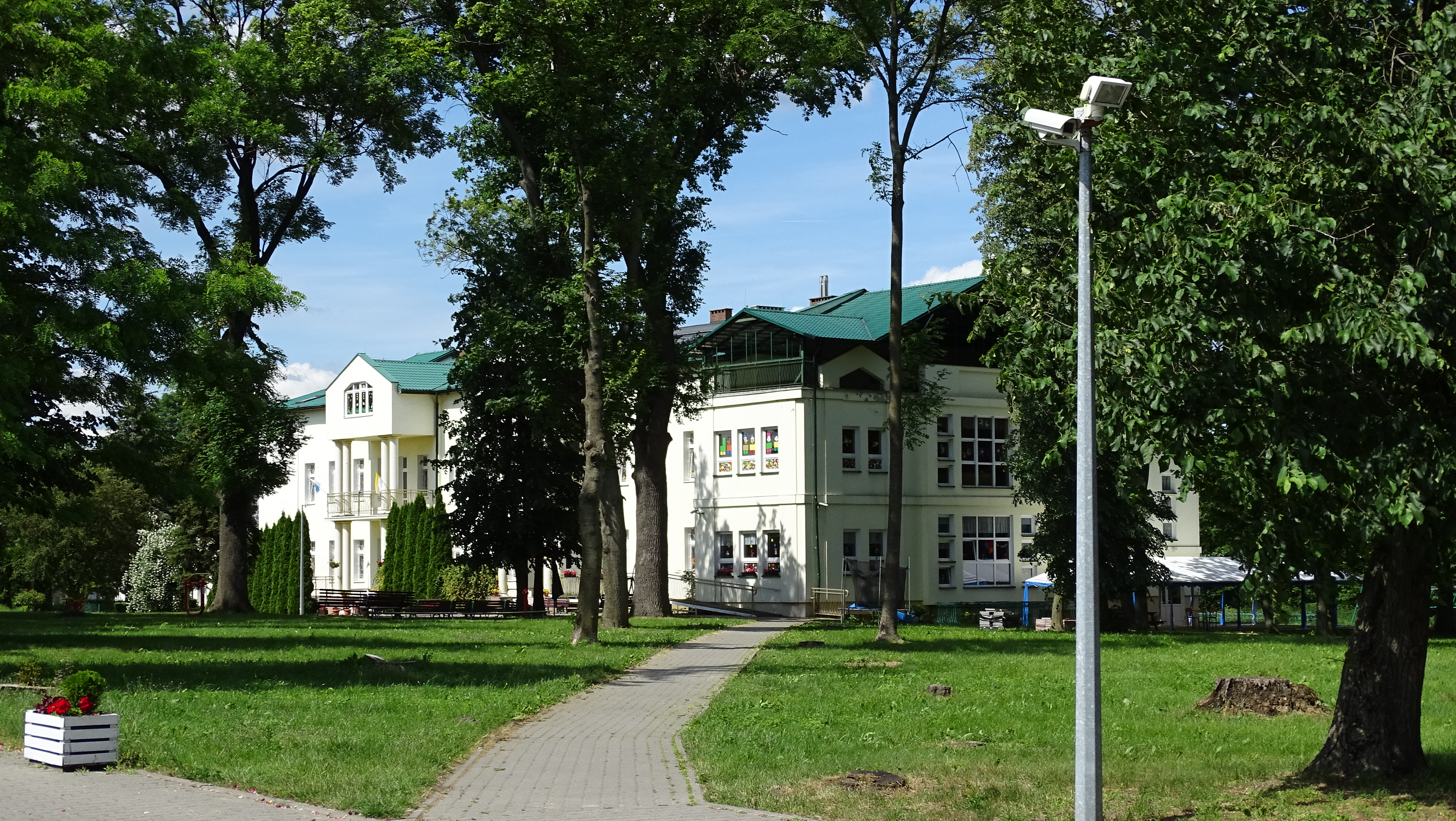
Pałac.

Grabie – wieś w Polsce położona w województwie kujawsko-pomorskim, w powiecie aleksandrowskim, w gminie Aleksandrów Kujawski. 
W latach 1975–1998 miejscowość administracyjnie należała do województwa włocławskiego.

## Historia
W Grabiu podczas wojen z zakonem krzyżackim dwukrotnie odbywały się rokowania z Krzyżakami. W kwietniu 1309 Władysław Łokietek spotkał się tutaj z wielkim mistrzem Henrykiem von Plotzke, interweniując w sprawie zaboru Pomorza Gdańskiego, a po raz drugi, w 1414 r., gdy po unii horodelskiej Polska i Litwa przedstawiły zakonowi swój program rewindykacyjny. 
Z tego Grabia kujawskiego wywodzi się nazwisko i rodzina Grabskich herbu Pomian, jedna z kilku rodzin o nazwisku Grabski. Z Pomian – Grabskich pochodził m.in. Władysław Grabski, premier w II Rzeczypospolitej, twórca reformy walutowej. 

## Zabytki
Według rejestru zabytków NID na listę zabytków wpisany jest kościół parafialny pw. św. Wacława, poł. XIV w., 2 poł. XVI w., 1930, nr rej.: A/461 z 17.02.1981.
- Kościół pw. św. Wacława, pierwotnie gotycki, został ufundowany w 1320 r.[6], przebudowany w drugiej połowie XVI w., odnawiany w 1725; w 1930 rozbudowany według projektu Franciszka Niekrasza o nowy korpus dostawiony od południa; w związku z tym nastąpiła zmiana orientacji kościoła i przekształcenie prezbiterium na kaplicę.

- W Grabiu znajduje się ponadto pałac, który w połowie XIX w należał do Michała Hieronima Sumińskiego herbu Leszczyc (1829-1898), botanika i malarza, szambelana pruskiego. Użytkowany był od 1922 jako dom sierocy i dzieci niepełnosprawnych umysłowo, obecnie Dom Pomocy Społecznej prowadzony przez siostry elżbietanki.

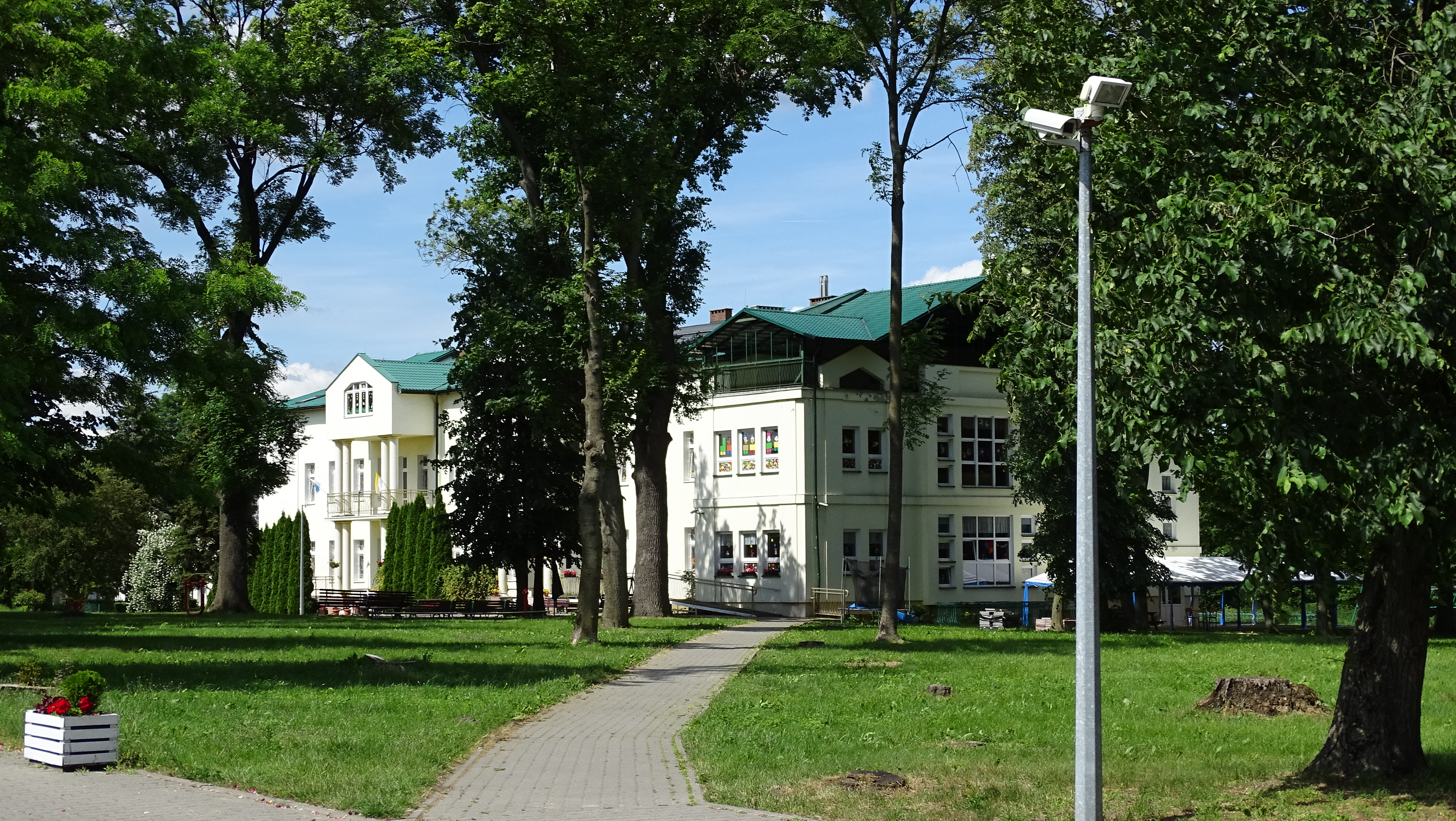
Grabie - pałac
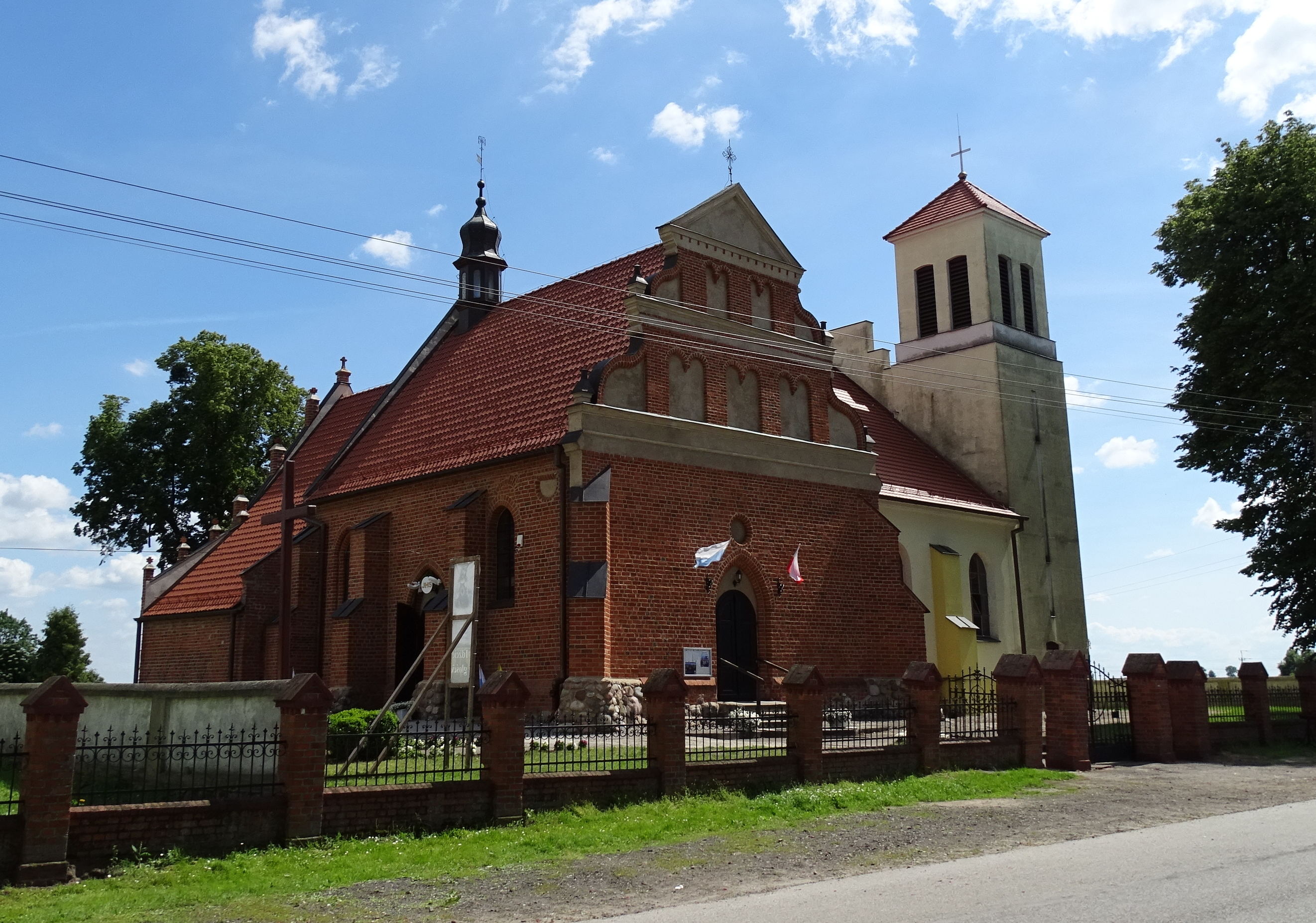
Kościół św. Wacława